# Hartenhof
Hartenhof ist ein Gemeindeteil des Marktes Lauterhofen im Landkreis Neumarkt in der Oberpfalz. Es handelt sich um einen Weiler mit sieben Häusern.
Kirchlich gehört Hartenhof zur Pfarrei Trautmannshofen im Dekanat Habsberg.
Am 1. Mai 1978 wurde Hartenhof mit Buschhof, Graben, Trautmannshofen, Mittersberg und Stieglitzenhöhe nach Lauterhofen eingemeindet.